# 사우전드 아일랜드 드레싱

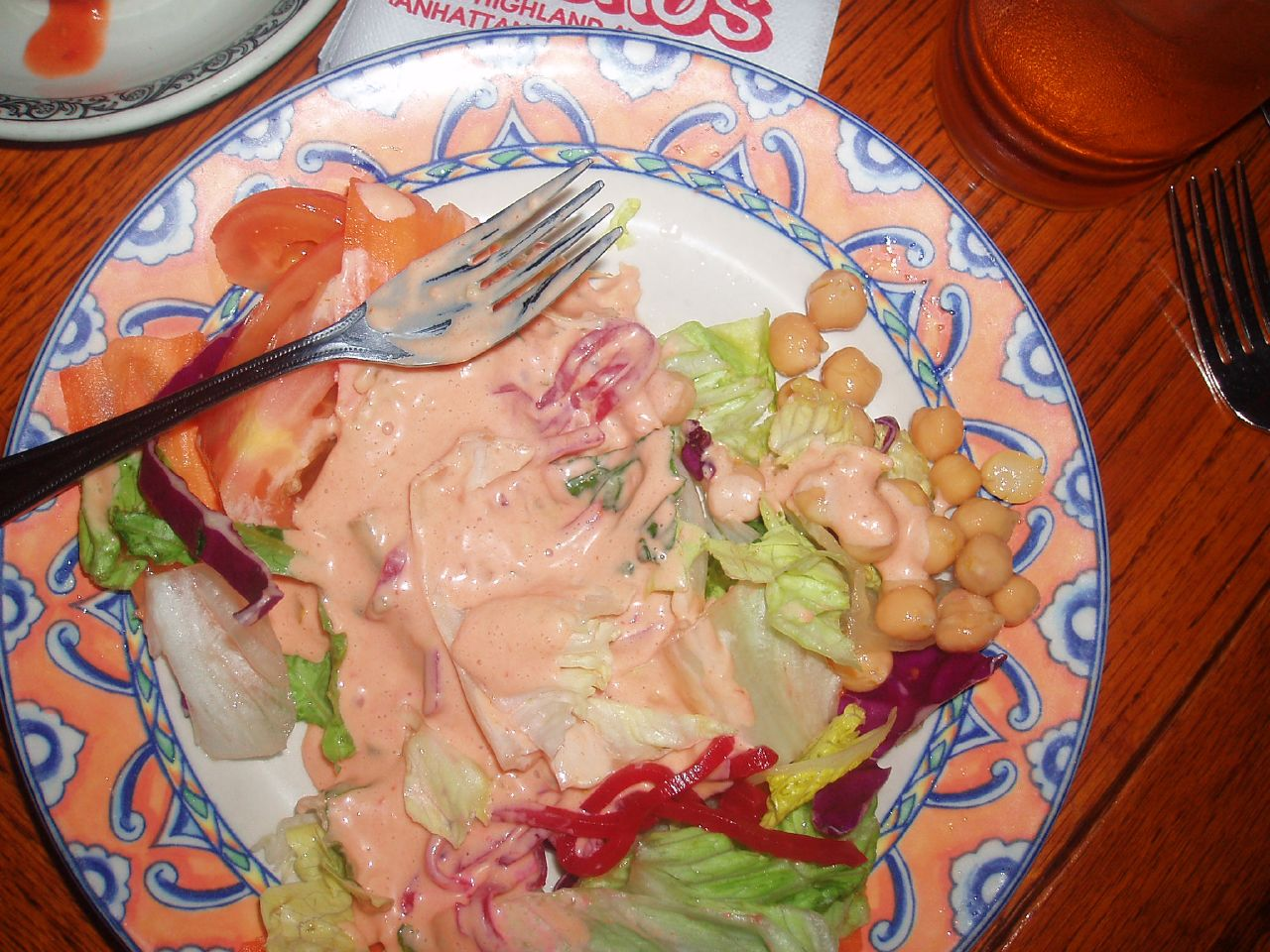
사우전드 아일랜드 드레싱

사우전드 아일랜드 드레싱(Thousand Island dressing)은 샐러드 드레싱 중 하나이다. 1000드레싱이라고 부르기도 한다. 마요네즈에 올리브 오일, 레몬 즙, 오렌지 즙, 파프리카, 우스터셔 소스, 머스타드, 식초, 크림, 칠리 소스, 토마토 퓌레, 케첩, 타바스코 소스 등을 넣어 만들 수 있다.

## 같이 보기
- 소스 (음식)